# Base aérea de Goose Bay
A Base da Força Aérea Canadense de Goose Bay (IATA: YYR', ICAO: CYYR) (do inglês: Canadian Forces Base Goose Bay, também conhecida como CFB Goose Bay), é uma das bases da Força Aérea Canadense localizada na cidade de Happy Valley-Goose Bay, Terra Nova e Labrador, Canadá.
Ela é atualmente operada pelo Comando da Força Aérea Canadense e é utilizada pela OTAN para treinos táticos de voo no Canadá. A base foi a morada de deslocamentos permanentes da Deutsche Luftwaffe (Alemanha) e da Força Aérea Italiana (Itália), assim como um local temporário para o desenvolvimento de treinos da Força Aérea Real (Reino Unido) e a Real Força Aérea Neerlandesa. Também serve como uma base operacional para interceptores CF-18. A sua principal formação é a Asa 5.
O campo de pouso da base é conhecido também pelo seu uso por aeronaves civis, com operações na base referindo-se à instalação como Goose Bay Airport. O aeroporto é classificado como um aeroporto de entrada pela NAV CANADA e é privativa pela Agência de Serviços de Fronteira do Canadá. Os oficiais da CBSA no no atual aeroporto podem controlar apenas aeronaves de aviação geral, com no máximo 15 passageiros.
A CFB Goose Bay foi designada como uma alternativa de pousos de emergência para os lançamentos dos ônibus espaciais da NASA, devido a sua localização estratégica ao longo de sua trajetória e por suas pistas compridas.

## Segunda Guerra Mundial
Durante a Segunda Guerra, a Terra Nova foi um domínio da Comunidade das Nações. Em 1940, Temendo que uma invasão alemã no local poderia ser um prelúdio para um ataque no Canadá, o primeiro-ministro canadense William Lyon Mackenzie King e o excelentíssimo governador da Terra Nova, Humphrey T. Walwyn, começaram com as negociações para reforçar as posições defensivas ao longo da costa.[carece de fontes?] Apesar da província ser na época uma entidade política distinta, o Canadá construiu várias bases estratégicas lá e em Labrador, incluindo Goose Bay, para agir como pontos fixos no leste da rota aérea do outro lado do Atlântico, através da Groenlândia, Islândia e nas Ilhas Britânicas.
No verão de 1941, uma equipe de pesquisa da RCAF determinou um local adequado para uma base aérea numa grande planalto de sopé acima de uma planície de inundação, onde o rio Churchill escorria para o lago Melville. Hoje, a porção ocidental deste lago é Goose Bay, a parte exterior de Hamilton Inlet, permite o acesso marinho e boa ancoragem para navios de carga que prestam serviços para a base.
Pouco tempo após as pesquisas iniciais, houve a construção de três pistas de 2.133 metros (7.000 pés), que foram abertas em 16 de novembro de 1941. A primeira aeronave militar desembarcou no dia 9 de dezembro. Neste momento, mais de 3.000 pessoas da RCAF foram atribuídas para a Estação RCAF de Goose Bay. A Permanente Administração Conjunta da Defesa permitiu a Força Aérea do Exército dos Estados Unidos da América construir suas próprias instalações, na zona sul da base. Na sequência da pista construída em 1941, trabalhadores continuaram fazendo outras instalações. Em 1942, havia 1 700 pessoas da Força Aérea estadunidense e 700 civis destacados para a base, tornando a área a maior concentração populacional em Labrador daquela época. Em 1943, a Estação da RCAF de Goose Bay foi o aeroporto mais movimentado no mundo e a cidade de Happy Valley foi criada para abrigar os trabalhadores das construções e os empregados civis.
Durante a Segunda Guerra Mundial e a Guerra Fria, a Força Aérea Real usou as construções da RCAF no lado norte e referiu-se a ela como RAFU Goose Bay.

## Força Aérea dos Estados Unidos
Após a guerra, a RCAF e a Força Aérea estadunidense (FAEUA) mantiveram presença na base. Em 31 de março de 1949, A Nova Terra se tornou a décima província a entrar na Confederação do Canadá. Renomeada em 1947, a FAEUA permaneceu na base, mencionando a sua área específica, a Base da Força Aérea de Goose (em inglês: Goose Air Force Base (Goose AFB)). Em resposta à Guerra Fria, que expandiu a sua presença durante a década de 50, ela começou a usar a Goose Bay como um mecanismo para o armazenamento de bombardeiros nucleares para o Comando Aéreo Estratégico.
Em 1953,  a força aérea estadunidense assinou um tratado de arrendamento de 20 anos com o Canadá para o uso contínuo de sua base aérea. A locação estratégica de Goose Bay, como uma das bases aéreas mais próximas (por tempo de voo) da União Soviética, assegurou-lhe um papel proeminente, criando esquadrões combatentes interceptores para impedir a penetração de aviões inimigos no espaço aéreo norte-americano.
Em novembro de 1954, uma nova estação de radar de defesa aérea foi inaugurada próximo da base. Chamada de USAF Melville Radar Station ou Melville Air Station (por causa de seu nome USAF), foi anexado pela Base da Força Aérea de Pepperrell em St. John's e operou como parte da Linha Pinetree. Iniciando em 1957, Goose Bay começou a dar suporte ao 4082ª Asa Estratégica do Comando Aéreo Estratégico. Nesta época, eles tiveram mais de 3.300 militares e 700 civis atribuídos ao lado da base dos Estados Unidos. Goose Bay logo começou a ver bombardeiros B-47 Stratojet e aviões-tanques de reabastecimento aéreo KC-97, seguido por KC-135 Stratotanker em 1960. Foi também durante a década de 60 que a base começou a ver a USAF usando os B-52 Stratofortress. Goose Bay também assumiu muitas das funções fornecidas pelo ex-base da Força Aérea de Ernest Hormon, em Stephenville, na qual fechou em 1966. Durante toda a década de 1950 e 1960, Goose Bay foi o lar para mais de 12.000 pessoas da USAF e suas famílias.
O 4082ª Asa Estratégica foi substituída pela 95ª Asa Estratégica em 1966 e os caças interceptores foram transferidos para outras bases estadunidenses. Durante este tempo, tiveram uma pequena presença da RCAF na zona norte da base, contudo cortes orçamentais no final da década de 1960, transferiu  as responsabilidades operacionais da RCAF na base para o Departamento de Transporte em 1967.
Em 1 de fevereiro de 1968, a RCAF foi unificada com a RCN e o Exército Canadense para formar as Forças Armadas do Canadá. A estação da RCAF foi renomeada para o nome atual da base.
1971 foi um ano de mudanças significativas para as operações da Forças Armadas em Goose Bay. As operações da base aérea do lado norte do local foram fechadas, e as operações da Real Força Aérea e Canadenses foram consolidadas no lado sul com as Forças Armadas dos Estados Unidos. Neste mesmo ano, a FAUSA entregou as operações da Estação de Radar Melville para as Forças Canadenses, em que mudaram o nome para Estação Goose Bay das Forças Armadas Canadense (em inglês: Canadian Forces Station Goose Bay - CFS Goose Bay).
Em 1973, o tratado de 20 anos com as Forças Armadas americanas foi estendido por 6 meses, indo até 1 de julho de 1973. Nesta data, todas as instalações delas foram transferidas para o Governo do Canadá, que permitiram as FAUSA utilizar Goose Bay por mais 3 anos.
Em 1974, a cidade de Happy Valley juntou-se com a comunidade militar de Goose Bay para formar a cidade Happy Valley-Goose Bay.
No dia 1 de julho de 1976, a presença das Forças americanas foram permanentemente terminadas em Goose Bay, com a dissolução da 95ª Asa Estratégica. Muitos do pessoal das FAUSA ficaram na base para atender as exigências da aeronave delas na qual parou aos poucos.

## Comando da Força Aérea Canadense

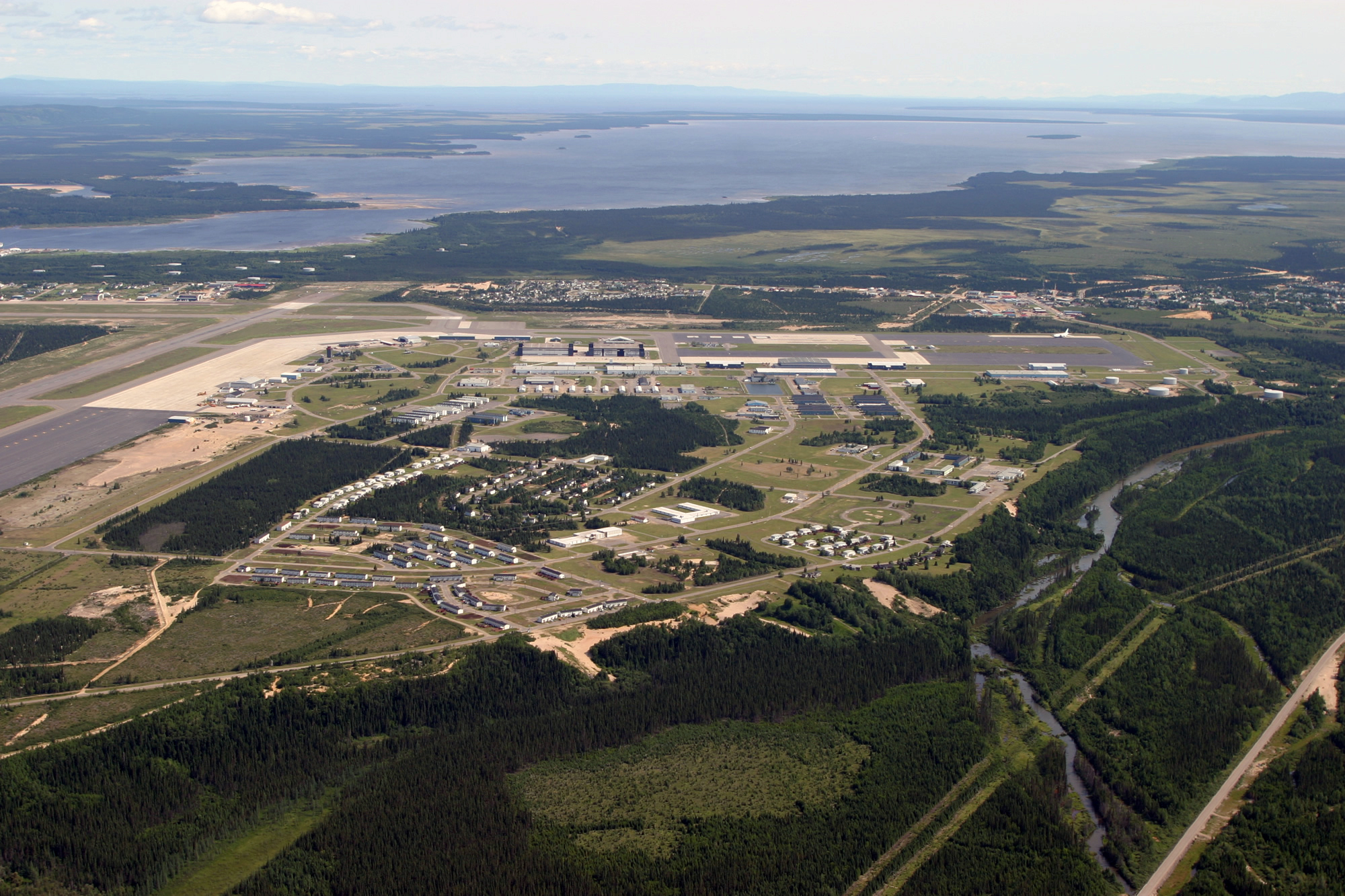
Asa 5

As antigas instalações dos Estados Unidos foram repassadas em 1953 para a base Goose Bay (sendo a segunda vez que estas instalações levam este nome). E desde então, o valor do aeroporto, das construções e dos melhoramentos foram transferidos para o Canadá, que foi estimado em mais de 250 milhões de dólares americanos.
As Forças Canadenses continuaram usando Goose Bay para treinar caças interceptores, porém no final da década de 1970 e no início da de 80, o Comando canadense concentrou-se na compra do novo CF-18, que se instalaram na base Bagotville, em Quebec, trazendo assim um futuro sombrio tanto para a base Goose Bay quanto para a base Chatham.